# مويلة (مقاطعة دورة)
مويلة (بالفارسية: موله) هي مستوطنة تقع في قسم ويسيان الريفي (مقاطعة دورة) في إيران. يقدر عدد سكانها بـ 19 نسمة .